# Salomon Certon
Salomon Certon (Gien (o potser a Châtillon-sobre-Loing) (actual departament del Loiret), 1552 — ?, després de 1620), fou un poeta francès, autor de la primera traducció integral al francès de les obres d'Homer.
Educat segons la religió de la Reforma, escapà de la Massacre del dia de Sant Bartomeu. Formà part de l'entorn d'Enric de Navarra, i continuà, després de la seva accessió al tron de França, prestant-li serveis com a conseller i secretari de finances, i secretari de la seva cambra. Després d'haver compost poesies en versos escandits a la manera antiga, s'alliberà de la influència clàssica personalitzada en Jean Antoine de Baïf. De Certon es conserven sonets lipogramàtics, sextines (poesies de sis estrofes de sis versos amb dues rimes i una mitja estrofa), i paràfrasis dels Salms. És autor d'un "Traité sommaire de la quantité française pour faire et composer des vers mesures a la façon des Grecs et des Latins", que restà inèdit. (1611 o 1612)
La seva fama, sobretot per a la posteritat, li ve de la seva traducció de l'obra homèrica. Així, Certon publicà en primer lloc (1604) una traducció de l'Odissea, que dedica a Enric IV (Abel L'Angelier, Paris) i després, el 1615, en alexandrins francesos, el conjunt de l'obra atribuïda a Homer, és a dir, la Ilíada, l'Odissea revisada i corregida, els Himnes i fins i tot els Epigrames en honor d'Homer extrets de l'Antologia grega (Thomas Blaise, Paris).